# Manuel Talens
Manuel Talens (Granada, 1948 - Valencia, 2015) fue un médico, escritor, novelista, traductor y articulista de prensa en papel y digital. Hermano del poeta Jenaro Talens.

## Formación
En 1971 se graduó en Medicina en la Universidad de Granada y se especializó en anatomía patológica en McGill University, Montreal.

## Talens como autor
Fue autor de tres novelas La parábola de Carmen la Reina (1992), Hijas de Eva (1997) y La cinta de Moebius (2007) y de varios libros de relatos, Venganzas (1995), Rueda del tiempo (2001, Premio Andalucía de la Crítica 2002) y La sonrisa de Saskia y otras historias mínimas (2003). En el momento de su fallecimiento estaba trabajando en una nueva novela. En año 2008 apareció su libro de ensayos Cuba en el corazón. Era miembro del Consejo de redacción de la revista cuatrilingüe EU-topías, revista de interculturalidad, comunicación y estudios europeos, coeditada por el Departamento de Teoría de los lenguajes y Ciencias de la comunicación de la Universitat de Valencia. Estudi general (UVEG) y el Global Studies Institute de la Universidad de Ginebra (GSI).

## Talens como traductor
Talens era un traductor profesional de inglés y francés a la lengua española. Tradujo textos de ficción, semiótica, psiquiatría, teatro, ensayo y cine. Entre los numerosos autores que vertió al castellano se encuentran Georges Simenon, Tibor Fischer, Edith Wharton, Groucho Marx, Paul Virilio, Blaise Cendrars, Derek Walcott, Georges Hyvernaud, Geert Lovink, James Petras, Donna J. Haraway, Natan Zach, Guy Deutscher o el Groupe µ. Fue miembro fundador (2005) de Tlaxcala, la red internacional de traductores por la diversidad lingüística, en cuyo sitio web solía traducir artículos periodísticos de índole política o cultural al español, francés, inglés y portugués.

## Obra publicada

### Novela
- 1992 - La parábola de Carmen la Reina.[4]
- 1997 - Hijas de Eva.
- 2007 - La cinta de Moebius.

### Relato
- 1995 - Venganzas.
- 1997 - "Sola esta noche", relato incluido en el volumen colectivo Cuentos eróticos de Navidad.
- 2001 - Rueda del tiempo.
- 2003 - La sonrisa de Saskia y otras historias mínimas.

Ha publicado asimismo múltiples relatos sueltos en distintos libros colectivos y en internet.

### Ensayo
- 2008 - Cuba en el corazón.

## Premios
- 1997 - Premio Cartelera Turia (Valencia) a la mejor contribución literaria por su novela Hijas de Eva.
- 2002 - Premio Andalucía de la Crítica por su libro de relatos Rueda del tiempo.[1][5]